# Zuzanna Kawulok

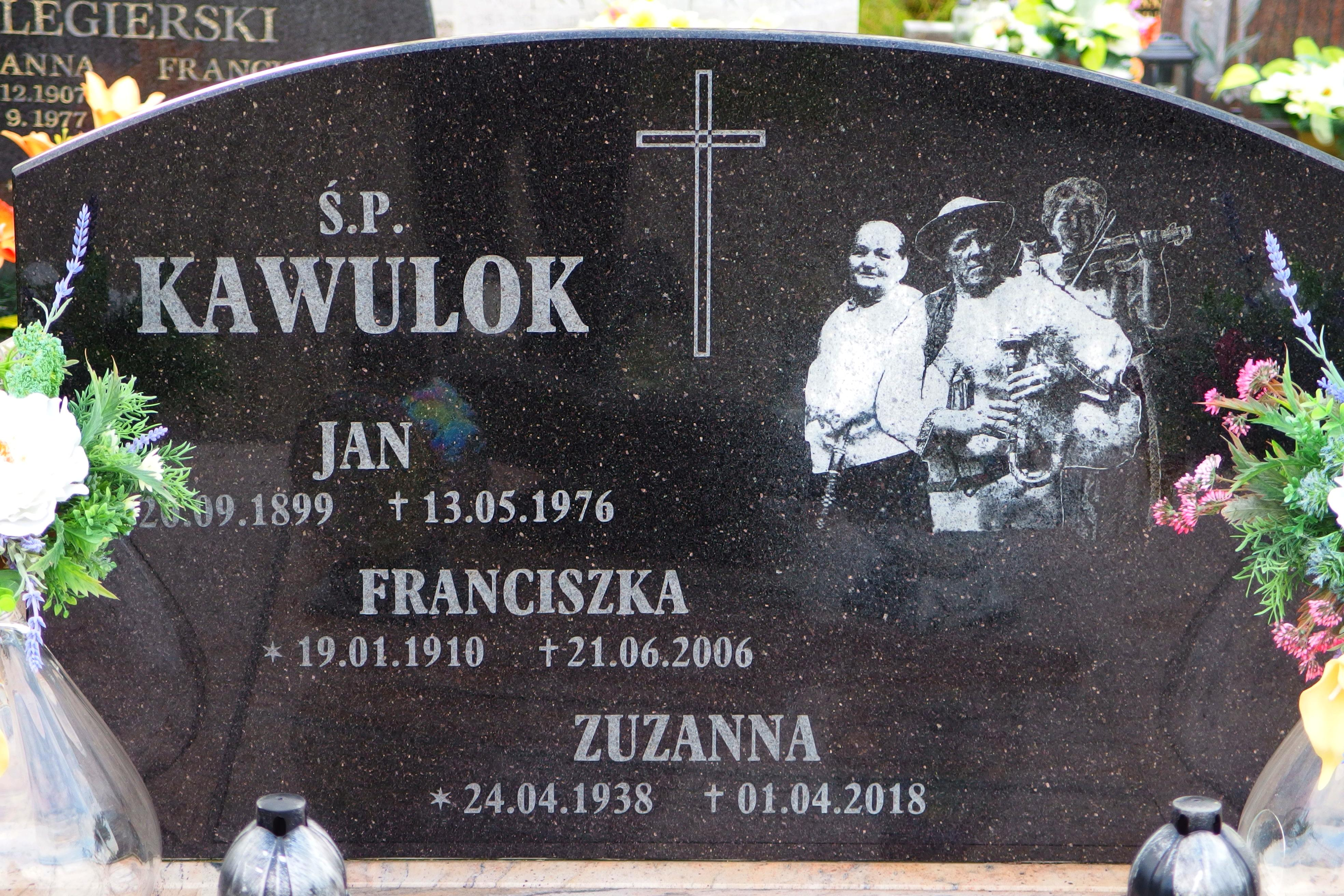
Nagrobek rodziny Kawuloków na cmentarzu w Istebnej

Zuzanna Kawulok (ur. 24 kwietnia 1938 w Cieszynie  – zm. 1 kwietnia 2018) – polska popularyzatorka tradycji górali Beskidu Śląskiego, animatorka folkloru, poetka i gawędziarka ludowa, tancerka, muzyk, esperantystka, przez całe życie związana z Istebną, a nieco szerzej – z tzw. Beskidzką Trójwsią.

## Życiorys
Była córką Jana Kawuloka i Franciszki z domu Legierskiej. Urodziła się jako jedna z pary bliźniaczek – jej siostra zmarła tuż po porodzie. Od najmłodszych lat wychowywana była w miłości do folkloru beskidzkiego. Grała na skrzypcach oraz na instrumentach pasterskich: trombitach, rogach, gajdach (dudach), fujarkach oraz okarynach; znała także technikę ich wytwarzania. Była poetką, gawędziarką, koronczarką i hafciarką, przewodniczką oraz animatorką życia kulturalnego, m.in. ucząc dzieci gry na instrumentach ludowych. Od 1955 roku należała do Zespołu Regionalnego „Koniaków”, gdzie pełniła m.in. funkcję kierownika muzycznego oraz pisała piosenki i programy regionalne, oparte na starych obrzędach i zwyczajach górali. Po śmierci ojca w 1976 roku prowadziła założoną przez niego Izbę Regionalną „Chata Kawuloka” w Istebnej. Władała również językiem esperanto, będąc aktywną działaczką ruchu esperanckiego. Była jedyną na świecie gajdoszką, która grając na tym instrumencie prowadziła w języku esperanto gawędy na temat życia górali beskidzkich.
Pochowana jest we wspólnym grobie razem ze swoimi rodzicami na cmentarzu komunalnym w Istebnej.

## Nagrody
Za swe zasługi była wielokrotnie nagradzana m.in. nagrodą Prezesa Rady Ministrów „Za upowszechnianie i propagowanie kultury i sztuki wśród dzieci i młodzieży” (1984), Nagrodą im. Oskara Kolberga (1994) oraz Nagrodą im. Karola Miarki (2016).